# 호계초등학교 (충남)
호계초등학교는 대한민국 충청남도 공주시 사곡면 호계리에 있는 공립 초등학교이다.

## 학교 연혁
상세 연혁
| 1921년 | 5월 1일  | 호계공립보통학교 개교(4년제) |
| 1927년 | 4월 1일  | 6년제 5학급 편성             |
| 1938년 | 4월 1일  | 호계공립심상소학교로 개칭    |
| 1941년 | 4월 1일  | 호계공립국민학교로 개칭      |
| 1950년 | 6월 1일  | 호계국민학교로 개칭          |
| 1981년 | 3월 1일  | 병설유치원 개원              |
| 1996년 | 3월 1일  | 호계초등학교로 명칭 변경     |
| 2008년 | 2월 15일 | 제84회 졸업식(총 6,112명)    |
| 2009년 | 7월 4일  | 호계자람관 개관              |
| 2013년 | 3월 1일  | 7학급 편성(특수학급 신설)    |
| 2014년 | 2월 14일 | 제90회 졸업식(6,173명 배출)  |
| 2015년 | 2월 13일 | 제91회 졸업식(6,180명 배출)  |
| 2016년 | 2월 12일 | 제92회 졸업식(6,192명 배출)  |
| 2017년 | 2월 14일 | 제93회 졸업식(6,199명 배출)  |

주요 교육활동
| 1988년 | 12월 1일  | 학교 경영 우수학교 선정                      |
| 2002년 | 3월 1일   | 농어촌 거점학교 지정 운영(~ 2004년 2월 29일) |
| 2008년 | 3월 1일   | 시지정 유치원 과학교육시범학교 운영          |
| 2008년 | 12월 31일 | 정보화교육 우수학교 표창(충청남도교육감)     |
| 2013년 | 12월 31일 | 방과후학교 우수교 표창(충청남도교육감)       |

## 참고 자료
- 호계초등학교 - 한국교육학술정보원 학교알리미